# Karl Meyer-Frenner
Karl Meyer-Frenner (* 2. Dezember 1891 in Vöslau (Österreich); † 13. Juli 1945 in Mondsee (Österreich)) war ein österreichischer Komponist.

## Leben
Karl Meyer-Frenner studierte unter Josef Lechthaler und Franz Schmidt an der Wiener Musikakademie. Nach seinem Studium machte sich Karl Meyer-Frenner vor allem als Komponist für Chorwerke, insbesondere für Männerchöre, einen Namen. So erschien 1926 in der Deutschösterreichischen Tages-Zeitung eine lange Eloge des Slawistikprofessors Giovanni Maver über Karl Meyer-Frenner:

„Die in der Instrumentalmusik bereits längst festgewurzelten Errungen schaften freier Harmonik, Melodik und Kontrapunktik über trägt er [Karl Meyer-Frenner], soweit es der poetische Gehalt der Dichtung erfordert, mit sicherem Können und richtigem Verständnis auf den Chorsatz und verliert dabei doch niemals weder das Wesen des Chorklanges, noch eine an sich mögliche Intonierung aus dem Auge; durch die zwingende Gewalt einer feinnervigen Rhythmik gewinnen im besonderen seine Chöre eine ganz eigenartige Note und die Chortechnik selbst erfährt hierdurch eine wertvolle Ausgestaltung.“

Am 27. November 1927 spielten die Wiener Symphoniker Karl Meyer-Frenners Zwei Szenen für Gesang und Orchester im Großen Saal des Musikvereins Wien.
Nach der Annexion Österreichs durch Nazideutschland fügte sich Karl Meyer-Frenner in die politischen Strukturen (Beitritt Nationalsozialistischer Lehrerbund am 1. November 1939) und wurde lokaler Beamter in der Wiener Reichsmusikkammer.

## Kompositionen (Auswahl)
- Die Arbeiter, für Männerchor (verlegt von Leuckart 1926)[4]
- Ballade vom Tod, für Männerchor (verlegt von Leuckart 1926)
- Zwei Szenen für Gesang und Orchester (1927)
- Gesang der Wälder, für Männerchor (1930)